# Mick Herron
Mick Herron (Newcastle upon Tyne, Reino Unido, 1963) es un escritor británico de novelas policíacas y de espionaje.

## Trayectoria
En 2003 publicó su primera novela, Down Cemetery Road, primera de la serie protagonizada por la detective privada Zoë Boehm.
En 2010 publicó Caballos lentos (Slow Horses), primera novela de la serie protagonizada por el irreverente y sarcástico espía Jackson Lamb. Veterano agente del MI5 caído en desgracia, Lamb ha sido relegado a dirigir la Casa de la ciénaga, una oficina administrativa donde se destierra a los llamados caballos lentos, agentes considerados no aptos para el servicio por diversas causas.
La serie muestra la cotidianeidad y las miserias del día a día del mundo del espionaje y el funcionamiento de las cloacas del sistema, y se caracteriza por un corrosivo sentido del humor y una visión crítica de la sociedad británica actual.
Las primeras novelas de la serie ha sido publicadas en español por la editorial Salamandra, del Grupo Editorial Penguin Random House.

## Reconocimientos y premios
- Leones muertos (Dead Lions)

Crime Writers’ Association (CWA) Gold Dagger a la mejor novela criminal (2013)
- Tigres de verdad (Real Tigers)

Last Laugh Award (2017)
- Spook Street:

Crime Writers' Association (CWA) Ian Fleming Steel Dagger Award (2017)
Last Laugh Award (2018)
- London Rules

Capital Crime Best Thriller Award (2019)

### Serie de Zoë Boehm
- Down Cemetery Road (2003)
- The Last Voice You Hear (2004)
- Why We Die (2006)
- Smoke and Whispers (2009)

### Serie de la Casa de la Ciénaga (Jackson Lamb)
- Slow Horses (2010). (Caballos lentos, Salamandra, 2018.)
- Dead Lions (2013). (Leones muertos, Salamandra, 2020.)
- The List (2015), novela corta.
- Real Tigers (2016). (Tigres de verdad, Salamandra, 2021.)
- Spook Street (2017). (La calle de los espías, Salamandra, 2022.)
- London Rules (2018). (Las reglas de Londres, Salamandra, 2023.)
- The Drop (título en Estados Unidos: The Marylebone Drop) (2018), novela corta.
- Joe Country (2019). (En el país de los espías, Salamandra, 2024.)
- The Catch (2020), novela corta.
- Slough House (2021)
- Bad Actors (2022)
- Standing by the Wall: The Collecte Slough House Novellas (2022). Recopilación que incluye cinco novelas cortas: The list, The Marylebone Drop, The Catch, The Last Dead Letter, Standing by the Wall.
- Clown Town (Anunciado para agosto de 2025)[11]

### Novelas independientes
- Reconstruction (2008).
- Nobody Walks (2015).
- This Is What Happened (2018).
- The Secret Hours (2023).

Aunque no forman parte de la serie Slough House, Reconstruction, Nobody Walks y The Secret Hours utilizan algunos de los personajes de dicha serie y profundizan en sus historias. En cuanto a la cronología de las narraciones, Reconstruction es anterior a Caballos lentos, mientras que Nobody Walks es posterior a The list y anterior a La calle de los espías. The Secret Hours se sitúa en torno a la época de Bad Actors o después, pero incluye una sección ambientada mucho antes de que comience la serie.

### Colecciones de relatos cortos
- All the Livelong Day (2013)
  - «All the Livelong Day»
  - «The Usual Santas»
  - «Proof of Love» (Zoë Boehm)
  - «Mirror Images» (Zoë Boehm)
  - «Lost Luggage»
- Dolphin Junction (2021)
  - «Proof of Love» (Zoë Boehm)
  - «Remote Control»
  - «Luggage»
  - «Mirror Images» (Zoë Boehm)
  - «Junction»
  - «An American Fridge»
  - «The Other Half» (Zoë Boehm)
  - «All the Livelong Day»
  - «The Last Dead Letter» (Slough House)
  - «The Usual Santas»
  - «What We Do» (Zoë Boehm)
- Standing by the Wall: The Collected Slough House Novellas (2022) 
  - The List (2015)
  - The Drop (título estadounidense: The Marylebone Drop) (2018)
  - The Catch (2020)
  - The Last Dead Letter (2020)
  - Standing by the Wall (2022)

Dolphin Junction incluye cinco relatos independientes de novela negra complementados con cuatro historias de misterio protagonizadas por Zoë Boehm y Joe Silvermann. También incluye cuentos con Jackson Lamb de Slough House. Standing by the Wall: The Collected Slough House Novellas incluye todas las novelas de la serie Slough House publicadas hasta 2022. En términos narrativos, Prueba de amor, Imágenes de espejo y La otra mitad se sitúan antes de Por el camino del cementerio, mientras que Lo que hacemos viene después de Por qué morimos.